# Piràmide quadrada allargada
En geometria, la piràmide quadrada allargada és un dels noranta-dos sòlids de Johnson (J₈).
Es pot obtenir allargant una piràmide de base quadrada enganxant-li un cub a la base. D'aqui ve el seu nom.
Com en el cas de totes les piràmides allargades, el sòlid que en resulta és dual de si mateix.
Els 92 sòlids de Johnson van ser descrits 1966 per Norman Johnson i els va numerar. No va demostrar que no n'existia més que 92, però va conjecturar que no n'hi havia d'altres. Victor Zalgaller el 1969 va demostrar que la llista de Johnson era completa. S'utilitzen els noms i l'ordre donats per Johnson, i se'ls nota Jxx on xx és el nombre donat per Jonson.

## Desenvolupament pla

Desenvolupament pla de la piràmide quadrada allargada

## Fórmules
Fórmules de l'altura ({\displaystyle H}), àrea ({\displaystyle A}) i volum ({\displaystyle V}) de la piràmide quadrada allargada camb cares regulars i arestes de longitud {\displaystyle L}:
{\displaystyle H=L\cdot \left(1+{\frac {\sqrt {2}}{2}}\right)\approx L\cdot 1.707106781}
{\displaystyle A=L^{2}\cdot \left(5+{\sqrt {3}}\right)\approx L^{2}\cdot 6.732050808}
{\displaystyle V=L^{3}\left(1+{\frac {\sqrt {2}}{6}}\right)\approx L^{3}\cdot 1.23570226}

## Políedre dual
El dual de la piràmide quadrada allargada té 9 cares: 4 triangulars, 1 quadrada i 4 trapezoïdals.
| Dual de la piràmide quadrada allargada | Desenvolupament pla del dual |
| -------------------------------------- | ---------------------------- |
|                                        |                              |